# فضای میان‌دنده‌ای
فضای میان‌دنده‌ای (انگلیسی: Intercostal space) یا (ICS) فضای آناتومیکی بین دو قفسه سینه (لاتین: costa) است. از آنجایی که در هر طرف ۱۲ دنده وجود دارد، ۱۱ فضای بین دنده‌ای داریم که هر کدام با شماره دنده فوقانی خود مشخص می‌شود.

## ساختارها در فضای بین دنده‌ای
- چندین نوع ماهیچه میان‌دنده
- سرخرگ‌های میان‌دنده‌ای و سیاهرگ‌های میان‌دنده‌ای
- گره‌های لنفی میان‌دنده
- اعصاب میان‌دنده

## ترتیب اجزا

### ماهیچه‌ها
در هر فضای بین دنده‌ای سه لایه عضلانی وجود دارد که شامل ماهیچه میان‌دنده برونی، ماهیچه میان‌دنده درونی و درونی‌ترین ماهیچه میان‌دنده می‌باشد که لایه نازک‌تری است. این عضلات به حرکت دنده‌ها در حین تنفس کمک می‌کنند.

### بسته‌های عصبی‌رگی
بسته‌های عصبی‌رگی (نورو-واسکولار) بین ماهیچه میان‌دنده‌ای درونی و ماهیچه میان‌دنده‌ای درونی‌ترین قرار دارند. بسته عصبی‌رگی به ترتیب سیاهرگ-سرخرگ‌های میان‌دنده‌ای-اعصاب میان‌دنده (VAN) از بالا به پایین مرتب شده است. این بسته عصبی‌رگی در بخش بالایی فضای بین دنده‌ای حرکت می‌کند، و بسته عصبی‌رگی فرعی کوچکتر درست بالای لبه پایینی دنده فضای مربوطه قرار دارد (به ترتیب NAV از بالا به پایین). روش‌های تهاجمی مانند توراسنتز با ورود مایل ابزار، درست بالای لبه بالایی دنده مورد نظر، برای جلوگیری از آسیب به بسته‌های عصبی‌رگی انجام می‌شوند.

#### عصب‌ها
در ارتباط با ماهیچه‌های دیواره قفسه سینه، عصب‌ها و رگ‌های میان‌دنده‌ای در پشت ماهیچه‌های میان‌دنده‌ای درونی قرار دارند؛ بنابراین، عموماً در داخل توسط پرده جنب جداری پوشیده می‌شوند، مگر زمانی که توسط ماهیچه‌های میان‌دنده داخلی‌ترین، غشاء میان‌دنده‌ای داخلی، ماهیچه زیردنده‌ای یا ماهیچه عرضی سینه پوشیده شوند.